# Episodi di The Protector (quarta stagione)
La quarta stagione della serie TV The Protector è stata pubblicata sulla piattaforma streaming Netflix il 9 luglio 2020.
| nº | Titolo originale | Titolo italiano | Pubblicazione Turchia | Pubblicazione Italia |
| -- | ---------------- | --------------- | --------------------- | -------------------- |
| 1  |                  | #Episodio 1     | 9 luglio 2020         | 9 luglio 2020        |
| 2  |                  | #Episodio 2     | 9 luglio 2020         | 9 luglio 2020        |
| 3  |                  | #Episodio 3     | 9 luglio 2020         | 9 luglio 2020        |
| 4  |                  | #Episodio 4     | 9 luglio 2020         | 9 luglio 2020        |
| 5  |                  | #Episodio 5     | 9 luglio 2020         | 9 luglio 2020        |
| 6  |                  | #Episodio 6     | 9 luglio 2020         | 9 luglio 2020        |
| 7  |                  | #Episodio 7     | 9 luglio 2020         | 9 luglio 2020        |